# Маттисон, Фридрих
Фредерик Матиссон (нем. Friedrich von Matthisson; 23 января 1761, Хоэндоделебен — 12 марта 1831, Вёрлиц) — немецкий поэт, библиотекарь и педагог.

## Биография
Сын деревенского священника. Учился в Магдебурге, затем изучал философию и теологию в Университете Галле. В 1781—1784 гг. преподавал в гимназии в Дессау, затем получил место домашнего учителя и путешествовал со своим воспитанником графом Карлом Сиверсом по Швейцарии. В 1794 г. поступил на службу к княгине Луизе Анхальт-Дессауской в качестве компаньона и чтеца, после её смерти в 1811 году перешёл на службу к королю Вюртемберга Фридриху I. В Вюртемберге был возведён во дворянство, заведовал в Штутгарте королевской библиотекой и королевским театром. В 1828 году вышел в отставку.
Сборник стихотворений Маттисона вышел в 1787 году и выдержал множество переизданий, высокую оценку дал ему Фридрих Шиллер. В лирике Маттисона преобладали пасторальные и элегические тона, среди его известнейших стихотворений «Элегия среди руин старого замка» (нем. Die Elegie in den Ruinen eines alten Bergschlosses). Ему принадлежат также переводы стихотворений Горация и Анакреона.